# フジトランスポート
フジトランスポート株式会社は、奈良県奈良市に本社を置く運送会社。1978年（昭和53年）設立。旧社名は富士運輸株式会社。

## 概要
従業員数は2025年5月1日時点で約2,800名、車輌は約2,560台保有し、グループ企業を含めると2025年5月1日時点で従業員数が3,525名、車輌は3,138台保有する運送会社である。
日本国内の北海道から九州地方(沖縄を除く)にかけて60箇所以上の支店などの拠点がある。
長距離幹線輸送をメインとしたトラック物流会社である。
航空貨物・郵便輸送・精密部品・冷凍食品・家具・路線便が輸送の中心。
航空貨物仕様の特殊車輌や空調車は全国的に見てもシェアが高い。
運送会社の事業者数全国68000社のうち保有車両台数が1000台を超える事業者は0.1%であり、フジトランスポートは上述の通り保有台数が2,500台以上となることから、車両の保有台数では上位0.1％に入る規模である。
2022年1月1日付で、商号を富士運輸株式会社からフジトランスポート株式会社へ変更した。同時にグループ会社においても社名変更を行う予定である。

### 沿革
- 2009年6月　平城遷都1300年祭の記念事業のキャラクター「せんとくん」をペイントしたトラックを導入[6]。

- 2013年9月 NHKの番組「突撃!アッとホーム」の幸せサプライズの企画にて、「長距離トラックの運転手として働く父」として福岡支店の社員が主人公となり番組で放送された。

- 2014年7月　日本初の[要出典]長距離トラックにネスレのコーヒーメーカーであるバリスタを搭載し、乗務員がいつでもコーヒーをトラックで飲めるという企画を行った[7]。

- 2014年10月　ネスレが提供する原宿ブックカフェのスペシャルCMに富士運輸が採用されている[8]。

- 2017年2月　ダブルデッキトラックの運行を開始する[6]。

- 2019年10月　車両架装部門を「セノプロトラックス株式会社」として分社化[9]。

### M&A関連
フジトランスポートは運送会社の中でも比較的M&Aに積極的で、2010年代に入って多くの運送会社から営業や株式の譲渡を受け傘下に収めている。
- 2009年 秋にJALカーゴサービス社の運輸部門の全車両売却により、全てのトラックを富士運輸で買い取り業務を引き継いでいる[要出典]。
- 2011年10月 持株会社として「フジホールディングス株式会社」を設立し、富士運輸はその完全子会社となった[6]。以後同社を中心とした物流グループを「フジホールディングスグループ」と称している[1]。
- 2012年11月 針生運送（宮城県）がグループ入り[10]。
- 2014年10月 県運（高知県）を傘下に収める(2023年2月1日 四国トランスポートに社名変更)[10]。
- 2016年5月 静岡運送（静岡県）がグループ傘下に入る[11]。グループ代表に松岡弘晃が就任。
- 2019年12月　トレーラージャパン株式会社を設立[6]
- 2020年6月　東和運送とそのグループである小田原興産、木下運送店がグループ傘下に収める。
- 2020年9月 川西倉庫から関汽運輸（大阪府）を買収[12]。
- 2021年2月　FLP（カロッツェリアオート）を買収し、関東トラック整備株式会社に社名変更[6]。
- 2021年3月　埼北モータースの車両整備部門を譲受。
- 2021年6月　ひばり商事を買収し、北陸トランスポート株式会社に社名変更。
- 2021年7月　日向商運株式会社に社名変更(2023年1月1日 九州トランスポートに社名変更)
- 2023年7月  東和運送株式会社からトーワカーゴ株式会社に社名変更

## ITなどの取り組みついて
2009年に経済産業省の主催による「中小企業IT経営力大賞2009」のIT経営実践認定企業に認定されている。

### 車両の見える化
富士運輸公式ウェブサイトの車両検索ページから全保有台数のトラックの詳細情報が確認可能なシステムになっており、これは富士運輸独自のシステムである。

「車両の見える化」に取り組んでおり、全車にGPSを装着しWEBサイトで現在位置を確認出来るようになっている等の先端技術を使用している。
これはNTTドコモ社のかんたん位置情報というサービスを応用し、車両位置検索を行うとその車両の位置情報がGoogleマップ上に表示され、ストリートビューにも切り替える事ができる。2017年8月に本システムを開発した部署をフジホールディングス傘下のグループ会社「株式会社ドコマップジャパン」として独立させ、車両位置情報システムを「DoCoMAP」として運送業界全体の効率化を目的に販売、各運送会社の空車情報をポータルサイトにて共有、業界全体の空車回送率を減らす試みを行っている。

### 企業広報
TwitterなどのSNSやYouTubeなどを活用した企業広報を取り入れており、会社の公認YouTuberとして活動する社員も在籍する。

## 支店・営業所
前述のとおり、沖縄を除く日本全国に60以上の拠点がある。
また、グループ会社の拠点も含めると117拠点となる。

## 関連会社
- フジエアカーゴ株式会社：大阪府泉佐野市りんくう往来北2番地の21　りんくう国際物流センター503号室
- リンクネットワーク株式会社：奈良県奈良市北之庄西町1丁目7-1
- 四国トランスポート株式会社：高知県吾川郡いの町内野南町88番地
- 静岡トランスポート株式会社：静岡県焼津市利右衛門1185
- トレーラージャパン株式会社：大阪市住之江区新北島5丁目1-14
- トーワカーゴ株式会社：大阪府寝屋川市堀溝2丁目10-1 ココプラザ101号
- 関汽運輸株式会社：大阪市住之江区南港北2-1-10
- フジエクスプレス株式会社：和歌山県岩出市中迫239
- 九州トランスポート株式会社：宮崎県日向市大字知屋字新開17371-15
- SENOPRO TRUCKS株式会社：奈良県奈良市西九条町4-1-2
- 総合不動産開発株式会社：大阪府和泉市王子町1020-4　トーホービル4階
- 保険管理センター株式会社：奈良県奈良市北之庄町723-13
- 安全マネジメント株式会社：奈良県奈良市北之庄町723-13
- 関東トラック整備株式会社：埼玉県入間郡三芳町上富594-4
- 本舗レンタリース株式会社：奈良県大和郡山市美濃庄町693
- フジエナジー株式会社：奈良県奈良市北之庄町723-13
- ノボル自動車株式会社：富山県富山市八町中94

## 富士車輌整備
整備部門である富士車両整備ではグループの車両の車検・整備を行う認証・指定工場が下記の13箇所ある。
- 奈良整備工場（指定）： 奈良県大和郡山市美濃庄693
- 岩手整備工場（認証）：岩手県胆沢郡金ヶ崎町六原七里3-3
- 栃木整備工場（認証）： 栃木県河内郡上三川町しらさぎ2丁目23-2
- 羽生整備工場（指定）：埼玉県羽生市上手子林1316
- 関東トラック整備株式会社（認証）： 埼玉県入間郡三芳町上富594-4
- 成田整備工場（指定）： 千葉県富里市七栄650-85
- 長岡整備工場（認証）： 長岡市中之島1781-27
- 静岡運送車輛整備本社整備工場（指定）：静岡県焼津市利右衛門1174
- 福山整備工場（認証）：広島県福山市曙町4-14-25
- 高松整備工場（指定）： 香川県高松市勅使町字東河原1157
- 四国トランスポート本社整備工場(認証)：高知県吾川郡いの町内野南町88
- 福岡整備工場（指定）： 福岡県糟屋郡須恵町大字上須恵字桜原1515-97
- 大分整備工場（指定）：大分県大分市下郡1632-1

## 受賞や認定など
- ISO9001認証(本社)　2002年[6]

- IT経営実践企業　2009年　経済産業省-「中小企業IT経営力大賞2009」[13]

- ユニークビジネスモデル賞　2015年　船井総合研究所 - 「グレートカンパニーアワード2015」[19]

- 平成28年度交通関係環境保全優良事業者　2016年　国土交通省近畿運輸局[2]

- ISO39001認証(44拠点)　2020年[20]

- 健康経営優良法人（大規模法人部門）　2020年[21]

- 働きやすい職場認証　2021年[22]
- 優秀企業賞　2023年　「第57回グッドカンパニー大賞」

## その他
ISO9001の認証は本社で2002年に取得している。これは運輸業界ではかなり早期の取得であった。
すべての管理システムをいち早くデジタル化しデジタルタコグラフ・ドライブレコーダー・GPSを業界の中でもいち早く導入し、常に先駆者的な存在となっている。
三菱ふそうトラックの販売店としてトラックの販売も行っている。
2016年から「セノプロ」ブランドとしてトラックの二次架装やドレスアップも行っており、2018年9月にはドイツ・ハノーバーで開催された商用車展示会IAA国際モーターショーに自社でドレスアップした日野自動車のプロフィアを出展している。

## 特装車
トラックの荷台の温度を一定にし、輸送可能となる空調トラックを80台保有し、うち「ターンオーバー（天井開放ウイング）」を5台保有し、全国でも空調トラックの保有台数は最多である。
マイナス5℃～25℃までの温度設定が可能な空調車は医薬品、医療機器、精密機器等、マイナス30℃～15℃までの温度設定ができる冷凍車両は食品や医薬品の輸送で活躍している。大型空調車・冷凍車あわせて現在計200台以上を保有している。
医薬品、医療機器、精密機器等の輸送で活躍し富士運輸の強みとなっている。
2013年3月に大型天然ガス（CNG）トラックを10台導入し長距離輸送を開始している。天然ガストラックはアメリカの「シェールガス革命」の影響で今後増加すると予想されている。
2017年にもいすゞ自動車が発売する「GIGA・CNGトラック」を2台導入している。
2021年に、ULDコンテナを積載するため荷台内高を3ｍ確保した航空バンを導入し、航空貨物の輸送で他社との差別化を図っている。
2021年9月、三菱ふそうより2021年モデルスーパーグレートを導入。低床4軸ショートキャブ、荷台10mを確保し、排気量10.7ℓエンジンを搭載するため富士運輸の要望を取り入れ新規に開発された車両。

### 航空コンテナ搭載特装車
2016年9月時点で国際規格の航空コンテナ積載可能である特装車を230台保有し、航空コンテナ輸送業界では日本最大の保有台数である。